# پرتوریا ۷۹۰

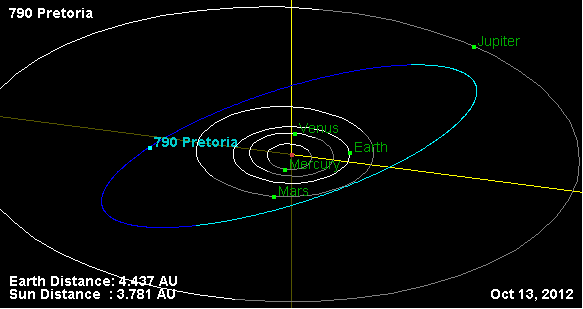
نمایی از محل قرارگیری سیارک پرتوریا ۷۹۰ در مدار – ۲۰۱۲

سیارک ۷۹۰ (به انگلیسی: 790 Pretoria، نامگذاری:1912NW) هفتصد و نودمین سیارک کشف شده‌است که در ۱۶ ژانویه ۱۹۱۲ کشف شد.
قدر مطلق سیارک برابر ۸٫۰۰ است.